# Susanne Hohmeyer-Lichtblau
Susanne Hohmeyer-Lichtblau (* 1970 in Minden) ist eine deutsche Journalistin, Redakteurin, Sachbuchautorin und Ressortleiterin bei ERF Medien in Wetzlar.

## Leben
Susanne Hohmeyer besuchte nach der Kirschbergschule in Reiskirchen ab 1980 die Herderschule Gießen, wo sie 1989 mit dem Abitur abschloss. Nach dem Diplomstudium in Eichstätt für Journalistik, Soziologie und Neuere Deutsche Literaturwissenschaft arbeitete sie für Zeitungen und Radiosender. Seit 1997 ist sie Redakteurin bei ERF Medien, stellvertretende Redaktionsleiterin für das Ressort „Talk“ und leitet die TV-Formate „Hof mit Himmel“ und „Mensch, Gott!“.
Sie ist Autorin sowie Sprecherin von Hörbüchern wie Corrie ten Boom: Die Zuflucht, Brigitte Rath: Haltet an am Gedicht ... oder Bodie & Brock Thoene: Wie Asche im Wind.
Susanne Hohmeyer-Lichtblau ist verheiratet mit ihrem Mann Marcus.

## Auszeichnungen
- Susanne Hohmeyer-Lichtblau erhielt 2006 einen Fernsehpreis in der Kategorie „Bester Beitrag bis sechs Minuten“ für ihren Beitrag „Diagnose Krebs“, vergeben von einer unabhängigen Jury von Medienschaffenden unter Vorsitz von Heiner Tognino vom Mitteldeutschen Rundfunk (MDR) in Magdeburg.[6]

## Veröffentlichungen
- Hof mit Himmel: aus der ERF-Fernsehreihe, mit Stefan Loß, Ingo Marx (Mehrteiliges Werk) im ERF-Verlag:
  - Hof mit Himmel. Teil 1. 16 persönliche Geschichten, die unter die Haut gehen, SCM-ERF-Verlag, Witten 2004, ISBN 978-3-417-24738-1.
  - Hof mit Himmel. Teil 2. Neue persönliche Geschichten, die unter die Haut gehen, SCM-ERF-Verlag, Witten 2004, ISBN 978-3-417-24835-7.
  - Hof mit Himmel. Teil 3. Neue persönliche Geschichten, die unter die Haut gehen, SCM-ERF-Verlag, Witten 2005, ISBN 978-3-417-24914-9.
  - Hof mit Himmel. Teil 4. Neue persönliche Geschichten, die unter die Haut gehen, SCM-ERF-Verlag, Witten 2007, ISBN 978-3-417-24988-0.
  - Hof mit Himmel. Teil 5. Neue persönliche Geschichten, die unter die Haut gehen, SCM-ERF-Verlag, Witten 2010, ISBN 978-3-86666-148-6.
  - Hof mit Himmel. Teil 6. Neue persönliche Geschichten, die unter die Haut gehen, SCM-ERF-Verlag, Witten 2012, ISBN 978-3-86666-195-0.
- mit Stefan Loß u. Ingo Marx (Hrsg.): Hof mit Himmel Neues Testament. Mit persönlichen Geschichten, die unter die Haut gehen, SCM-ERF-Verlag, Witten 2010, ISBN 978-3-86666-161-5.
- mit Tanja Klement: Mensch, Gott!, SCM Hänssler, 2015, ISBN 978-3-7751-5686-8.
- mit Sigrid Röseler (Hrsg.): Von Gott berührt. Begegnungen zwischen Himmel und Erde, Gerth Medien, Aßlar 2020, ISBN 978-3-95734-625-4.
- Gott begegnet! Erlebnisse zwischen Himmel und Erde. Geschichten aus der Sendereihe "ERF Mensch Gott" (Hrsg.), Gerth Medien, Aßlar 2022, ISBN 978-3-95734-844-9.